# الحكم بمرسوم
الحكم بمرسوم هي أسلوب للحكم يسمح بإصدار قانون سريع دون منازعة من قِبل شخص واحد أو مجموعة، ويستخدمه في المقام الأول الديكتاتوريون والملوك المطلقون والزعماء العسكريون.
يتم استخدام التعبير أيضًا في بعض الأحيان عند وصف تصرفات الحكومات الديمقراطية التي يُنظر إليها على أنها تتفوق بشكل غير ضروري على التدقيق البرلماني أو الشعبي.
يسمح الحكم بمرسوم للحاكم بتعديل القانون بشكل تعسفي، دون موافقة السلطة تشريعية.
عندما تصبح حالة الطوارئ، مثل الأحكام العرفية، سارية، يكون الحكم بمرسوم شائعًا. في حين أن الحكم بمرسوم يكون عرضة بسهولة لأهواء وفساد الشخص الموجود في السلطة، إلا أنه فعال للغاية: قد يستغرق القانون أسابيع أو شهورًا لتمريره في هيئة تشريعية، لكن يمكن أن يحرره مباشرة بتوقيع من قبل زعيم يحكم بمرسوم. هذا هو ما يجعلها ذات قيمة في حالات الطوارئ. وبالتالي ، فإنه يسمح به في العديد من الدساتير، بما في ذلك الدساتير الفرنسية والأرجنتينية والهندية.

## مرسوم حريق الرايخستاغ الصادر في 28 فبراير 1933
المثال الأبرز في التاريخ هو مرسوم حريق الرايخستاغ. أقنع أدولف هتلر الرئيس الألماني بول فون هيندينبيرغ بإصدار مرسوم بتعليق الحقوق المدنية الأساسية إلى أجل غير مسمى. ونتيجة لهذا المرسوم، تمكنت السلطات النازية من قمع معارضتها أو سجنها دستوريًا، مما مهد بدوره الطريق لحكم الحزب الواحد في الرايخ الثالث. استمرت حالة الاستثناء التي تلت ذلك، والتي علقت الدستور دون إلغاؤه، حتى نهاية الرايخ الثالث في عام 1945.

## المراسيم في الأنظمة غير الدكتاتورية

### الهند
خلال حالة الطوارئ الهندية من عام 1975 إلى عام 1977، أصدر رئيس الوزراء أنديرا غاندي قوانين سمحت له بالحكم بمرسوم.